# 全国高等学校野球選手権東京大会
全国高等学校野球選手権東京大会（ぜんこくこうとうがっこうやきゅうせんしゅけんとうきょうたいかい）は、1915年（第1回大会）および1923年（第9回大会）から1973年（第55回大会）まで東京都（1943年6月30日以前は東京府）を対象に行われた、全国高等学校野球選手権大会（1947年以前は全国中等学校優勝野球大会）の地方大会。
1974年（第56回大会）から東西2代表が認められ、東東京大会と西東京大会が編成された。一つの都道府県を対象とする地方大会の消滅は、1959年（第41回大会）から南北2代表が認められ、1958年（第40回大会）が最後となった北海道大会に次いで2例目、本州では最初で唯一の事例となっている(なお、記念大会などでは神奈川県大会や大阪府大会などが東西や南北に分けられて2代表制となる場合があるが、例外的な事例である)。

## 概要

### 第1回大会
全国中等学校優勝野球大会の主催者だった大阪朝日新聞社（大朝）が規定していた全国大会出場資格は地方大会で優勝することだったが、そのような大会がない場合は、西日本では大朝が地方大会を主催・後援した。対して、東日本では1911年に野球害毒論を展開した東京朝日新聞社（東朝）が地方大会の主催・後援を一切せず、全国大会開催の告知も大朝と東朝では新聞紙面の費やし方が全く異なっていた。
東朝の不関与もあって、関東7府県を対象とする地方大会を行えず、1915年3月に武侠世界社の主催で行われた、東京府の8校によるトーナメント形式の都下中学野球優勝戦の優勝校に全国大会出場権が与えられた。変則的な付与の仕方であるが、参加希望が秋田県の1校のみだったため、臨時で秋田県の他の2校と試合を行い、優勝した参加希望の学校に全国大会出場権が与えられた、主催者も後援者も存在しない、秋田県の3校による東北大会に比べれば、大会そのものは至ってまともであり、参加校数も単独代表となった兵庫大会の7校より多かった。なお、東京代表は全国大会で兵庫代表に勝ったが東北代表に敗れている。

### 第2回大会・第3回大会（関東大会）
1916年（第2回大会）から関東7府県を対象とする関東大会が編成され、1917年（第3回大会）まで東京府勢は関東大会に参加。他に茨城県勢・神奈川県勢も参加した。第2回大会・第3回大会とも東京府勢が優勝し、第2回大会は全国大会でも東京府勢が優勝した。

### 第4回大会から第8回大会（京浜大会）
1918年（第4回大会）から関東大会には栃木県勢と千葉県勢も参加するようになったが、同年から東京府と神奈川県を対象とする京浜大会が編成された。京浜大会も東京府勢が5回とも優勝した。なお、第4回大会は全国大会が米騒動のため中止となった。1922年（第8回大会）は、京浜大会の参加校数が8校に半減した一方、静岡県勢が参加していた東海大会の参加校数が24校に増加していた。

### 第9回大会から第55回大会
1923年（第9回大会）から東京府を対象とする東京大会と、神奈川県と静岡県を対象とする神静大会が編成された。参加校数が10校を下回っていた時期に単独代表が認められた東京大会だったが、数年後から参加校数が急増し、1940年（第26回大会）の参加校数は60校に達した。
東京大会は全国一の激戦区となり、1973年（第55回大会）の参加校数は170校に達し、同年2位だった大阪大会の123校を大きく上回っていた。北海道の南北2代表制導入は、参加校数の多さに加えて面積の広さという理由があったが、面積が狭い東京都の2代表制の導入について、当時の日本高等学校野球連盟（高野連）は難色を示していた。しかし、当時東京都高等学校野球連盟副会長だった島岡吉郎らが高野連を説得し、1974年（第56回大会）から東東京大会と西東京大会が編成されることとなった。

## 歴代代表校
| 年度                 | 都勢参加 | 代表校（出場回数）                  | 決勝スコア                          | 準優勝校                            | 全国大会      |
| -------------------- | -------- | ----------------------------------- | ----------------------------------- | ----------------------------------- | ------------- |
| 都下中学野球優勝戦   |          |                                     |                                     |                                     |               |
| 1915年（第1回大会）  | 8校      | 早稲田実（初出場）                  | 8-5                                 | 荏原中                              | ベスト4       |
| 関東大会             |          |                                     |                                     |                                     |               |
| 1916年（第2回大会）  | 13校     | 慶応普通部（初出場）                | 13-9                                | 早稲田実                            | 優勝          |
| 1917年（第3回大会）  | 11校     | 慶応普通部（2年連続2回目）          | 2-0                                 | 横浜商                              | ベスト8       |
| 京浜大会             |          |                                     |                                     |                                     |               |
| 1918年（第4回大会）  | 13校     | 慶応普通部（3年連続3回目）          | 4-1                                 | 横浜商                              | （中止）      |
| 1919年（第5回大会）  | 12校     | 慶応普通部（4年連続4回目）          | 6-4                                 | 早稲田実                            | ベスト8       |
| 1920年（第6回大会）  | 12校     | 慶応普通部（5年連続5回目）          | 9-6                                 | 横浜商                              | 準優勝        |
| 1921年（第7回大会）  | 12校     | 慶応普通部（6年連続6回目）          | 2-0                                 | 東京高師付中                        | 2回戦（初戦） |
| 1922年（第8回大会）  | 6校      | 早稲田実（7年ぶり2回目）            | 6-0                                 | 横浜貿易                            | 1回戦         |
| 東京大会             |          |                                     |                                     |                                     |               |
| 1923年（第9回大会）  | 7校      | 早稲田実（2年連続3回目）            | リーグ戦                            |                                     | ベスト8       |
| 1924年（第10回大会） | 7校      | 早稲田実（3年連続4回目）            | リーグ戦                            |                                     | 2回戦（初戦） |
| 1925年（第11回大会） | 11校     | 早稲田実（4年連続5回目）            | 6-2                                 | 目白中                              | 準優勝        |
| 1926年（第12回大会） | 12校     | 早稲田実（5年連続6回目）            | 14-1                                | 慶応商工                            | 2回戦         |
| 1927年（第13回大会） | 11校     | 早稲田実（6年連続7回目）            | 8-2                                 | 麻布中                              | ベスト8       |
| 1928年（第14回大会） | 8校      | 早稲田実（7年連続8回目）            | 8-0                                 | 早稲田中                            | 1回戦         |
| 1929年（第15回大会） | 8校      | 慶応商工（初出場）                  | 8-4                                 | 慶応普通部                          | 2回戦（初戦） |
| 1930年（第16回大会） | 17校     | 慶応普通部（9年ぶり7回目）          | 2-0                                 | 早稲田実                            | 1回戦         |
| 1931年（第17回大会） | 33校     | 早稲田実（3年ぶり9回目）            | 7-0                                 | 明治学院中                          | 1回戦         |
| 1932年（第18回大会） | 39校     | 早稲田実（2年連続10回目）           | 10-2                                | 慶応商工                            | ベスト8       |
| 1933年（第19回大会） | 41校     | 慶応商工（4年ぶり2回目）            | 3-0                                 | 日大三中                            | 1回戦         |
| 1934年（第20回大会） | 48校     | 早稲田実（2年ぶり11回目）           | 8-2                                 | 日大三中                            | 1回戦         |
| 1935年（第21回大会） | 48校     | 早稲田実（2年連続12回目）           | 7-2                                 | 日大三中                            | ベスト4       |
| 1936年（第22回大会） | 49校     | 早稲田実（3年連続13回目）           | 28-5                                | 日大中                              | 1回戦         |
| 1937年（第23回大会） | 50校     | 慶応商工（4年ぶり3回目）            | 10-2                                | 目白商                              | 2回戦         |
| 1938年（第24回大会） | 52校     | 日大三中（初出場）                  | 4-2                                 | 慶応商工                            | 1回戦         |
| 1939年（第25回大会） | 52校     | 帝京商（辞退）                      | 9-6                                 | 日大三中（辞退）                    | -             |
| 1939年（第25回大会） | 52校     | 代替出場・早稲田実（3年ぶり14回目） | 代替出場・早稲田実（3年ぶり14回目） | 代替出場・早稲田実（3年ぶり14回目） | ベスト8       |
| 1940年（第26回大会） | 60校     | 日大三中（2年ぶり2回目）            | 5x-4                                | 豊島師範                            | ベスト8       |
| 1941年（第27回大会） | 52校     | 帝京商（出場なし）                  | 14-0                                | 京王商                              | （中止）      |
| 1946年（第28回大会） | 52校     | 東京高師付中（初出場）              | 3-2                                 | 都立一中                            | ベスト4       |
| 1947年（第29回大会） | 95校     | 慶応商工（10年ぶり4回目）           | 5-3                                 | 東高師付中                          | 2回戦（初戦） |
| 1948年（第30回大会） | 104校    | 慶応（18年ぶり8回目）               | 4-2                                 | 明治                                | 2回戦（初戦） |
| 1949年（第31回大会） | 101校    | 慶応（2年連続9回目）                | 9-0                                 | 都立八                              | 1回戦         |
| 1950年（第32回大会） | 113校    | 明治（初出場）                      | 7-0                                 | 早稲田実                            | 2回戦（初戦） |
| 1951年（第33回大会） | 120校    | 早稲田実（12年ぶり15回目）          | 3-2                                 | 荏原                                | 1回戦         |
| 1952年（第34回大会） | 119校    | 日大三（12年ぶり3回目）             | 13-0                                | 立教                                | ベスト8       |
| 1953年（第35回大会） | 117校    | 明治（3年ぶり2回目）                | 1x-0                                | 荏原                                | ベスト4       |
| 1954年（第36回大会） | 117校    | 早稲田実（3年ぶり16回目）           | 7-0                                 | 荏原                                | ベスト8       |
| 1955年（第37回大会） | 119校    | 日大三（3年ぶり4回目）              | 8-1                                 | 日大二                              | ベスト8       |
| 1956年（第38回大会） | 124校    | 早稲田実（2年ぶり17回目）           | 13-1                                | 成蹊                                | 2回戦         |
| 1957年（第39回大会） | 134校    | 早稲田実（2年連続18回目）           | 11-0                                | 日大一                              | ベスト8       |
| 1958年（第40回大会） | 140校    | 明治（5年ぶり3回目）                | 6x-5                                | 早稲田実                            | 2回戦         |
| 1959年（第41回大会） | 145校    | 日大二（初出場）                    | 7-2                                 | 荏原                                | ベスト8       |
| 1960年（第42回大会） | 155校    | 早稲田実（3年ぶり19回目）           | 4-0                                 | 法政一                              | ベスト8       |
| 1961年（第43回大会） | 158校    | 法政一（初出場）                    | 2-1                                 | 帝京商                              | 1回戦         |
| 1962年（第44回大会） | 158校    | 日大三（7年ぶり5回目）              | 2-0                                 | 修徳                                | ベスト8       |
| 1963年（第45回大会） | 161校    | 日大一（初出場）                    | 4-1                                 | 明大中野                            | 1回戦         |
| 1964年（第46回大会） | 168校    | 修徳（初出場）                      | 5-1                                 | 早稲田実                            | 2回戦（初戦） |
| 1965年（第47回大会） | 165校    | 日大二（6年ぶり2回目）              | 2-0                                 | 日大三                              | 2回戦         |
| 1966年（第48回大会） | 167校    | 修徳（2年ぶり2回目）                | 9-7                                 | 日大三                              | 1回戦         |
| 1967年（第49回大会） | 167校    | 堀越（初出場）                      | 7-1                                 | 帝京商工                            | 1回戦         |
| 1968年（第50回大会） | 166校    | 日大一（5年ぶり2回目）              | 15-3                                | 国士舘                              | 2回戦（初戦） |
| 1969年（第51回大会） | 163校    | 日大一（2年連続3回目）              | 8-0                                 | 聖橋                                | 2回戦         |
| 1970年（第52回大会） | 163校    | 日大一（3年連続4回目）              | 2-0                                 | 早稲田実                            | 2回戦         |
| 1971年（第53回大会） | 162校    | 日大一（4年連続5回目）              | 12-2                                | 二松学舎大付                        | 2回戦（初戦） |
| 1972年（第54回大会） | 163校    | 日大桜丘（初出場）                  | 5-1                                 | 佼成学園                            | 1回戦         |
| 1973年（第55回大会） | 170校    | 日大一（2年ぶり6回目）              | 5-1                                 | 早稲田実                            | 1回戦         |

## 学校別優勝回数
- 早稲田実（19回）
- 慶応（9回）
- 日大一（6回）
- 日大三（5回）
- 慶応商工（4回）
- 明治（3回）
- 日大二（2回）
- 修徳（2回）
- 東京高師付中（1回）
- 法政一（1回）
- 堀越（1回）
- 日大桜丘（1回）